# Мостовдрев
ОАО «Мостовдрев» (бел. ААТ «Мастоўдрэў») — белорусское деревообрабатывающее предприятие, расположенное в городе Мосты Гродненской области. Крупнейшее предприятие Мостовского района и одно из крупнейших деревообрабатывающих предприятий Республики Беларусь.

## История
В 1925 году братья Игнацы и Вацлав Конопацкие основали фанерный завод в Мостах на берегу Нёмана; производство фанеры началось в 1927 году. В 1930-е годы компания «Лесная промышленность и фанерная фабрика „Братья Конопацкие“» (пол. Przemysl drzewny i fabryka dykt «Bracia Konopaccy») была одной из крупнейших в Польской Республике. До 90% продукции экспортировалось по всему миру, а в Польше фабрика поставляла фанеру для производства самолётов. К 1936 году на мостовской фабрике работало 510 человек. В сентябре 1939 года фабрика была повреждена самолётами Люфтваффе, после установления советской власти была национализирована. В 1939—1941 годах завод входил в состав Белорусского треста фанерной промышленности по Западным областям «Запбелфанпром» Наркомата лесной промышленности Белорусской ССР (Государственный фанерный завод № 9). В 1958 году (по другой информации, в 1959 году) фанерный завод был объединён с лесопильным заводом (существовал с 1924 года) и преобразован в Мостовский фанерно-деревообрабатывающий комбинат. В 1970 году комбинат стал головным предприятием Мостовского производственного деревообрабатывающего объединения «Мостовдрев», в которое вошли также мебельные фабрики в Гродно, Мостах и Слониме. Численность работников объединения составляла 3712 человек. В 1961 году был введён в эксплуатацию цех гнутоклееных деталей. В 1972 году был введён в эксплуатацию цех по производству ДСП. В 1979 году в состав объединения вошло ещё несколько предприятий Гродненской области: Гродненский деревообрабатывающий комбинат, Гродненский леспромхоз и Сморгонский лесозавод. Численность сотрудников объединения возросла до 6,7 тыс. человек. В 1988 году Гродненский ДОК и Сморгонский лесозавод были выведены из состава объединения. В 1988—1994 годах — Мостовское производственное объединение «Мостовдрев», в 1994 году преобразовано в открытое акционерное общество. В 1990-е годы Гродненская и Слонимская мебельные фабрики выходят из состава объединения. К 2003 году на предприятии работало 3033 человека, 61% продукции экспортировался.

## Современное состояние
В 2007 году президент Республики Беларусь Александр Лукашенко подписал указ № 529 «О некоторых мерах по развитию деревообрабатывающей промышленности», которым предусматривалась модернизация деревообрабатывающих предприятий республики, включая «Мостовдрев». К 2013 году в модернизацию «Мостовдрева» было вложено 154 млн евро, сооружение нового корпуса велось с отставанием от графика. Всего за 2008—2015 годы в модернизацию предприятия было вложено 182 млн евро. Крупнейшим инвестиционным проектом стало строительство завода по производству плит МДФ. После модернизации предприятие не было полностью загружено (загрузка составляла около 50%) и работало с убытками. Неудачная модернизация была вызвана недостаточным анализом рынков сбыта и конъюнктуры: одновременно было построено несколько заводов схожего профиля в России и выросли мощности предприятий в Евросоюзе.
Доля государства на 1 января 2015 года составляла 99,98%, оставшиеся 0,02% акций разделены между 7004 физическими лицами и несколькоими юридическими лицами. Государство регулярно оказывает предприятию господдержку путём увеличения своей доли в уставном фонде. В 2016 году предприятие было передано холдингу деревообрабатывающей промышленности, который был создан государственным Банком развития Республики Беларусь. По итогам 2018 года выручка предприятия составила 121 млн рублей (около 57 млн долларов). По этому показателю компания находилась на 2-м месте из девяти предприятий холдинга, незначительно уступая «Ивацевичдреву». Чистый убыток предприятия в 2018 году составил 17,7 млн рублей (около 8 млн долларов) — второй по величине в холдинге после «Гомельдрева». Общая сумма долгосрочных обязательств «Мостовдрева» в 2018 году составляла 350 млн рублей (ок. 170 млн долларов).